# 623 Chimaera
623 Chimaera је астероид главног астероидног појаса са пречником од приближно 44,09 .
Афел астероида је на удаљености од 2,738 астрономских јединица (АЈ) од Сунца, а перихел на 2,185 АЈ.
Ексцентрицитет орбите износи 0,112, инклинација (нагиб) орбите у односу на раван еклиптике 14,130 степени, а орбитални период износи 1411,066 дана (3,863 године).
Апсолутна магнитуда астероида је 10,97 а геометријски албедо 0,037.
Астероид је откривен 22. јануара 1907. године.